# Enrico Solmi
Enrico Solmi (ur. 18 lipca 1956 w San Vito di Spilamberto) – włoski duchowny katolicki, biskup Parmy od 2008.

## Życiorys

### Prezbiterat
Święcenia kapłańskie otrzymał 28 czerwca 1980 i został inkardynowany do archidiecezji Modena. Był m.in. wykładowcą miejscowego instytutu oraz seminarium duchownego w Reggio Emilia, delegatem biskupim ds. duszpasterstwa rodzin oraz wikariuszem biskupim.

### Episkopat
19 stycznia 2008 papież Benedykt XVI mianował go biskupem ordynariuszem diecezji Parma. Sakry biskupiej 9 marca 2008 udzielił mu w modeńskiej archikatedrze abp Benito Cocchi.